# Пуиг-Роже, Анриетта
Анриетта Пуиг-Роже (фр. Henriette Puig-Roget, урождённая Роже; 9 января 1910, Бастия — 24 ноября 1992, Париж) — французская пианистка, органистка, композитор и музыкальный педагог.
Родилась в семье военных, её отец Анри Роже (1860—1939) дослужился до генеральского чина, а его старший брат Годрик Роже, заметный участник стороны обвинения в Деле Дрейфуса, некоторое время занимал должность статс-секретаря министерства обороны Франции.
В 1930 г. окончила Парижскую консерваторию, ученица Изидора Филиппа (фортепиано) и Марселя Дюпре (орган), занималась также камерным ансамблем под руководством Шарля Турнемира. В том же году, 1 марта, исполнила премьеру Прелюдий Оливье Мессиана. В 1933 г. была удостоена Второй Римской премии.
В 1934—1979 гг. органистка Храма Оратории Лувра, одновременно до 1952 г. органистка Большой Парижской синагоги. Концертировала как пианистка, в большей степени в качестве аккомпаниатора. Среди прочего в 1970 г. аккомпанировала Жану Мари Лондексу при первом исполнении Сонаты для саксофона и фортепиано Эдисона Денисова.
С 1957 г. вела класс аккомпанемента в Парижской консерватории. С 1979 г. преподавала фортепиано, сольфеджио и камерный ансамбль в Токийском университете искусств, среди её учеников, в частности, пианист Хидеки Нагано и композитор Масакадзу Нацуда.
Участвовала как органист в ряде записей, в том числе Реквиема Габриэля Форе (с Оркестром Парижа под управлением Даниэля Баренбойма, 1974), Третьей симфонии Камиля Сен-Санса (с Оркестром концертного общества Парижской консерватории под управлением Андре Клюитанса). Как пианистка записала с Хосефиной Сальвадор Шесть сонат для скрипки и фортепиано Хосе Эррандо.
Автор ряда оркестровых и органных сочинений, а также вокального цикла на стихи Поля Фора, посвящённого Анри Бюссе.